# 35 Aquarii
35 Aquarii, som är stjärnans Flamsteed-beteckning, är en ensam stjärna belägen i den södra delen av stjärnbilden Vattumannen. Den har en skenbar magnitud på 5,80 och är svagt synlig för blotta ögat där ljusföroreningar ej förekommer. Baserat på parallaxmätning inom Hipparcosuppdraget på ca 1,5 mas, beräknas den befinna sig på ett avstånd på ca 2 200 ljusår (ca 660 parsek) från solen. Den rör sig närmare solen med en heliocentrisk radiell hastighet på ca -7 km/s och är en misstänkt flyktstjärna som kan ha kastats ut från en öppen stjärnhop som ett resultat av en interaktion mellan dubbelstjärnor.

## Egenskaper
35 Aquarii är en blå till vit jättestjärna av spektralklass B2 III. Den har en massa som är ca 10 gånger större än solens massa, en radie som är ca 8 gånger större än solens och utsänder från dess fotosfär ca 1 600 gånger mera energi än solen vid en effektiv temperatur av ca 17 400 K.